# Villers-sur-le-Mont
Villers-sur-le-Mont ist eine französische Gemeinde mit 102 Einwohnern (Stand: 1. Januar 2022) im Département Ardennes in der Region Grand Est (vor 2016 Champagne-Ardenne). Sie gehört zum Arrondissement Charleville-Mézières, zum Kanton Nouvion-sur-Meuse sowie zum Gemeindeverband Crêtes Préardennaises.

## Geographie
Die Gemeinde Villers-sur-le-Mont liegt neun Kilometer südsüdwestlich von Charleville-Mézières. Umgeben wird Villers-sur-le-Mont von den Nachbargemeinden Boulzicourt im Norden, Balaives-et-Butz im Osten, Singly im Südosten, Poix-Terron im Südwesten sowie Yvernaumont im Westen.

## Bevölkerungsentwicklung
| Jahr                       | 1962 | 1968 | 1975 | 1982 | 1990 | 1999 | 2005 | 2010 | 2019 |
| -------------------------- | ---- | ---- | ---- | ---- | ---- | ---- | ---- | ---- | ---- |
| Einwohner                  | 40   | 33   | 31   | 47   | 62   | 77   | 87   | 95   | 105  |
| Quellen: Cassini und INSEE |      |      |      |      |      |      |      |      |      |

## Sehenswürdigkeiten

Kirche Saint-Boniface

- Kirche Saint-Boniface